# Обладунок

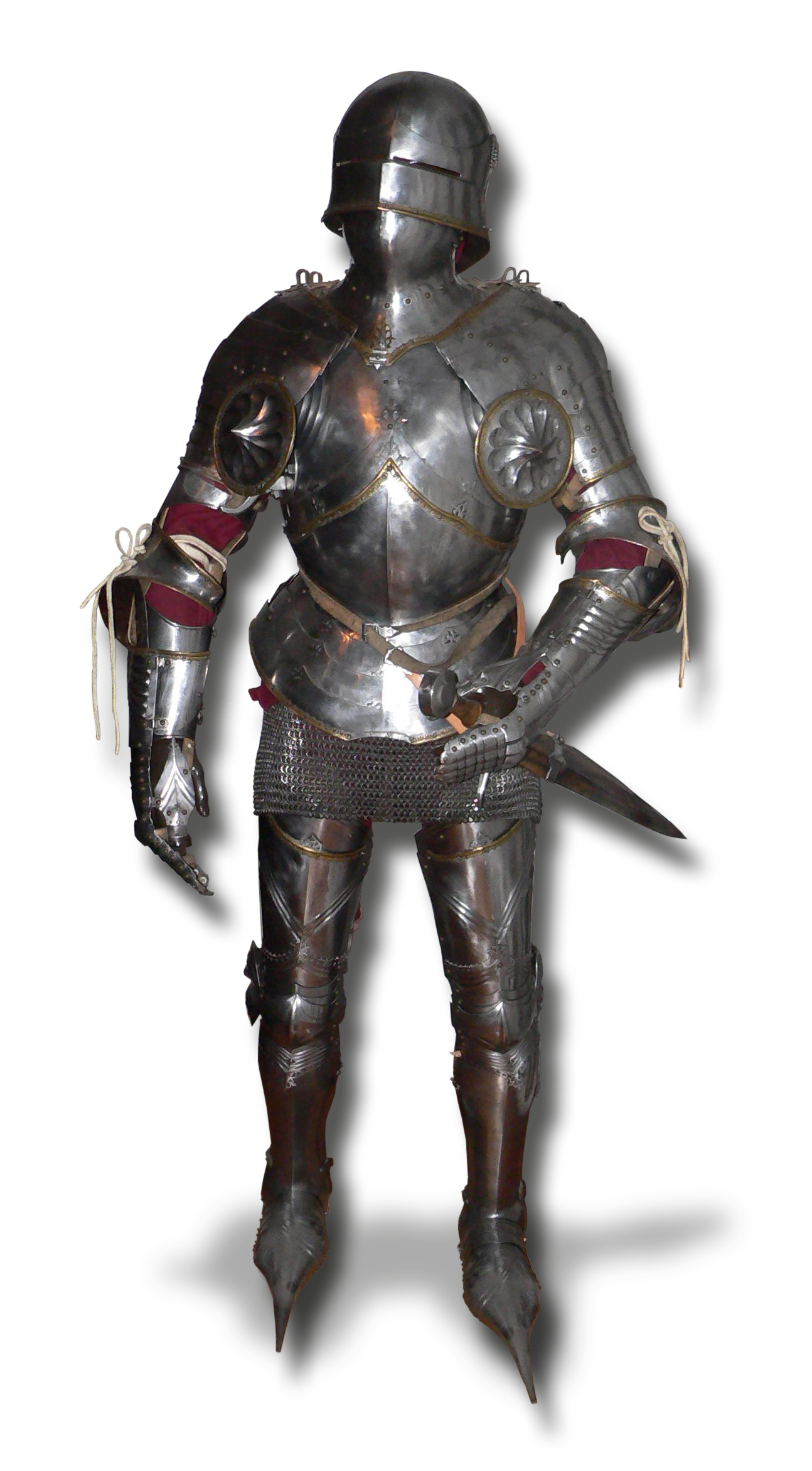
Готичний лицарський обладунок

Обладу́нок, ла́ти, па́нцир, заст. па́нцер — захисне озброєння, призначене для захисту власника від пошкодження в ході бойових дій (бойовий обладунок) чи під час тренування та спортивних змагань (див. захисне спорядження).
Бойовий обладунок зберіг своє значення аж до XXI століття. Кольчужним плетінням прикривали обличчя від картечі. Під час Другої світової війни штурмові частини одягали схожі бронежилети зі сталевих листів. Єдиним захисним озброєнням солдата довго залишався лише шолом (каска). З 1970-х років, бронежилети все ширше використовуються у світі, спочатку спеціальними підрозділами, а пізніше і іншими силовими формуваннями.
Повноскладовий латний обладунок наприкінці XV ст. із середньою масою у 26 кг був дещо легший за спорядження англійського піхотинця часів першої світової війни, при цьому не тиснув на плечі, як він тисне на плечі сучасного вояка, а був рівномірно розподілений по всьому тілу.

## Обладунок в Україні
На території України знахідки деталей обладунку відомі з другої половини III тис. до Р. Х. (кістяні прямокутні пластини Маріупольського могильнику). Круглі бронзові бляхи були знайдені у Солонецькому скарбі (ІІ чверть II тис. до Р. Х.), у Середньому Подніпров'ї (І чверть І тис. до Р. Х.). Ці пластини не покривали повністю поверхню обладунку, але підсилювали його м'яку основу. Зі Слободзеї походять залишки пластинчастого бронзового обладунку з великою круглою бляхою посередині (зерцалом), що приписують кімерійцям.

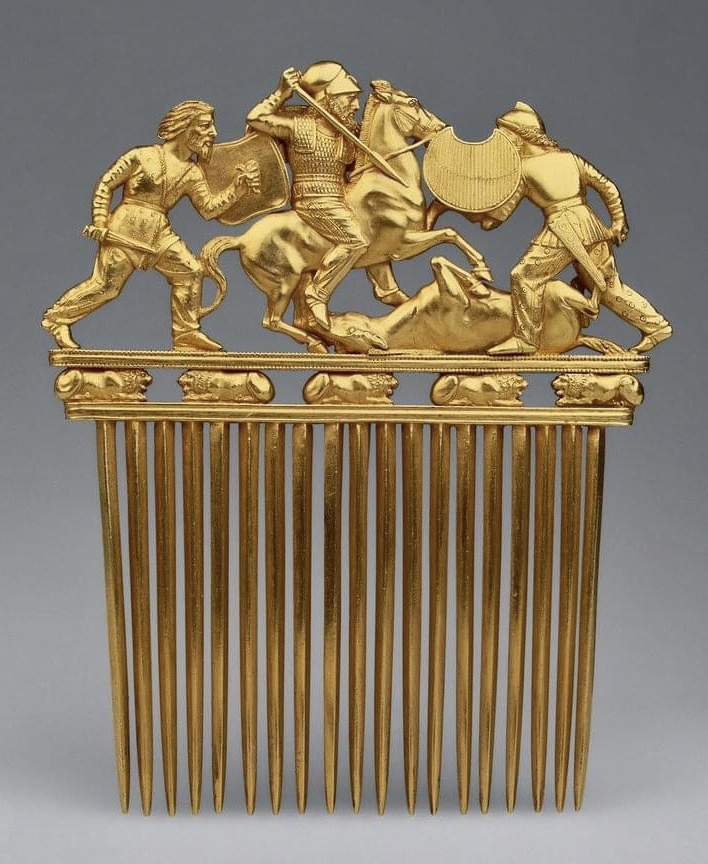
Скіфські воїни на гребені з Солохи. Вершник одягнений у Лускаті обладунки з наспинним щитом та бронзові поножі (кнеміди), воїн праворуч — у шкіряну куртку, підсилену лусками на грудях

З VII ст. серед народів, що населяли територію України, очевидно, з Близького Сходу через Кавказ, поширюються лускаті пластинчасті обладунки. Панцирами, покритими бронзовими та залізними лусками, користувались скіфи та сармати. В їхніх обладунках луски зазвичай перекривали одна одну по горизонталі та вертикалі, і створювали необхідну твердість та водночас, забезпечували потрібну рухливість. Натільні обладунки в цей час доповнювалися поножами та іншими додатковими деталями захисту: бойовими поясами, наспинними щитами, пекторалями. У верхівки скіфського суспільства існувала мода на грецькі обладунки. Греки Північного Причорномор'я спочатку використовували захисне озброєння, притаманне Балканам: цільнометалеві бронзові анатомічні кіраси та лляні кіраси-ліноторакси, доповнені поножами-«кнемідами» та захисними спідницями-«птеригами», однак скоро перейшли на «варварські» лускаті панцирі.
Залізну кольчугу активно використовували сармати, кельти, римляни, а також народи, що населяли українські терени у ІІІ — VIII ст. Дуже поширеними в цей час були також пластинчасто-набірні обладунки, їх використовували гунни, авари, хозари, ромеї (візантійці) та інші.
У середовищі дружинників Київської Русі ІХ — ХІ ст. були поширеними кольчуги, що мали крій сорочки з коротким рукавом і подолом. У ХІ — XIII ст. рукави та поділ кольчуги подовжуються, однак не прикривають все тіло, як у Західній Європі. Кольчужні панчохи використовувалися лише зрідка. Дуже розповсюдженими були також пластинчасті обладунки, а з XIII ст. обладунки почали доповнювати стулчастими наручами, пластинчастими наплічниками та зерцалами. Кочові народи, що населяли на той час степи — мадяри, печеніги, половці — також користувалися переважно кольчугами, що не заважали руху воїнів рухомого кочового війська. У половців у ХІ — XIII ст. використовувалися також дві круглі пластини для захисту грудей воїна (т. зв. «бойовий ліфчик»), що поєднувалися ременем на плечах і під пахвами.
З монгольським завоюванням Русі у XIII ст. в Україні поширюються типи обладунків, що використовувалися на Сході. Монгольський комплекс озброєння, що склався на Далекому Сході, мав м'які та пластинчасті панцирі. З XIV ст. використовується новий тип обладунку, що поєднував залізні пластинки та кільчасту матерію: «юшман», «бехтерець», «зерцальний обладунок». Такі панцирі, разом з наручами «базубандами» та поножами «бутурликами» використовували також турки і татари у XV — XVIII ст.

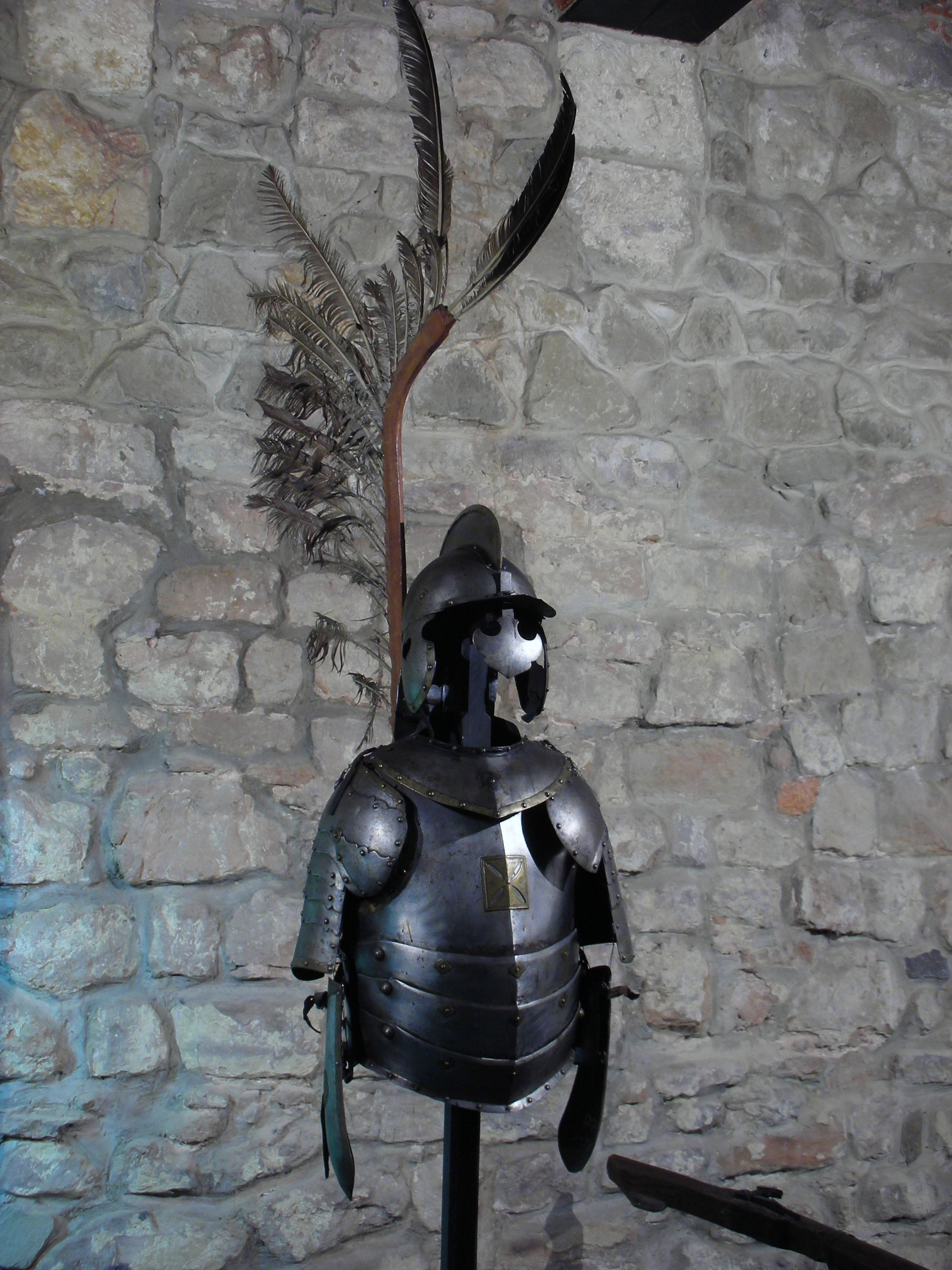
Гусарський обладунок XVII ст. Львівський арсенал

У війську Польщі та Великого Князівства Литовського було поширено західноєвропейські типи обладунків: довгі кольчуги та пластинчасті панцирі, які з середини XIV ст. розвиваються у суцільний «білий обладунок», що щільно закриває майже все тіло воїна. Такий обладунок тримається до середини XVI ст., коли в армії Речі Посполитої поширюються східні зразки озброєння: короткі кольчуги, «бехтерці». Наприкінці XVI — XVII ст. значення обладунку поступово зменшується. У цей час у Польщі та Угорщині ще існувала важка кіннота — гусарія — що використовувала металеві обладунки. Гусарські обладунки складалися з кіраси, наплічників, наручів (східного типу) та іноді, деталей для захисту стегон. Подібний обладунок (разом з «крилатими» шоломами) використовувався польськими гусарами навіть у XVIII ст.
У козацькому середовищі не було поширене використання обладунків, від яких до того-ж, поступово відмовлялись у Європі. Ймовірно, частина заможних козаків одягала кольчуги. У XVIII — XIX ст. обладунок (металеві кіраси) в Україні використовували деякі роди військ російської, австрійської, французької та ін. армій (кірасири, кавалергарди). У XX ст., як і всюди у світі, обладунок повернувся у вигляді бронежилетів.